# 阿戈讷地区弗洛朗
阿戈讷地区弗洛朗（法語：Florent-en-Argonne，法語發音：[flɔʁɑ̃ ɑ̃.n‿aʁɡɔn]）是法国马恩省的一个市镇，位于该省东北部，属于香槟沙隆区。

## 地理
阿戈讷地区弗洛朗（49°8'6"N, 4°57'14"E）面积12.29 平方千米，位于法国大東部大區马恩省，该省份为法国东北部内陆省份，北起阿登省，西北接埃纳省，西南接塞纳-马恩省，南至奥布省，东南接上马恩省，东临默兹省。
与阿戈讷地区弗洛朗接壤的市镇（或旧市镇、城区）包括：维埃纳堡、绍德方丹、穆瓦尔蒙、勒克朗、拉沙拉德、聖默努、勒讷富尔。

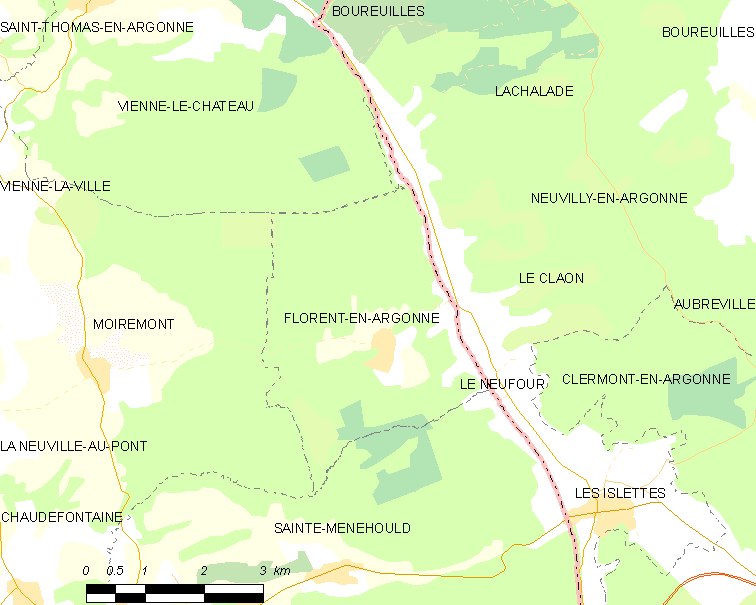
阿戈讷地区弗洛朗的OSM定位图

阿戈讷地区弗洛朗的时区为UTC+01:00、UTC+02:00（夏令时）。

## 行政
阿戈讷地区弗洛朗的邮政编码为51800，INSEE市镇编码为51253。

## 政治
阿戈讷地区弗洛朗所属的省级选区为阿戈讷-叙普-韦勒县。

## 人口

1962-2008年间阿戈讷地区弗洛朗人口变化图示

阿戈讷地区弗洛朗于2022年1月1日时的人口数量为217人。